# Dianthus kastembeluensis
Dianthus kastembeluensis là loài thực vật có hoa thuộc họ Cẩm chướng. Loài này được Freyn & Sint. mô tả khoa học đầu tiên năm 1893.